# 加利福尼亚城 (加利福尼亚州)
加利福尼亚城（英語：California City），是美国加利福尼亚州克恩县下属的一座城市。建市于1965年12月10日，面积大约为203.52平方英里（527.1平方公里）。根据2010年美国人口普查，该市有人口14,120人。